# Жарко Стефановић
Жарко Стефановић (Нови Сад, 5. септембар 1875 – Нови Сад, 21. јун 1952) био је српски правник и градоначелник Новог Сада.

## Биографија
Завршио гимназију у Новом Саду 1893. године, а потом уписује студије права.
У Министарству исхране и обнове земље Краљевине СХС постављен за директора Одељења овог ресора за Банат, Бачку и Барању.
Функцију градоначелника Новог Сада обављао од 1922. до 1925. године. За време свог мандата настојао да унапреди привреду и комунални систем.
Био у Управи Новосадског електричног д.д., изабран за члана Управног одбора Новосадске продуктне и ефектне берзе, члан Одбора издавачког завода "Даничић", други потпредседник Друштва Црвеног крста и директор Управног одбора Трговачке обртне банке. Бавио се и адвокатуром.
Био угледни грађанин, и примљен је у масонску ложу "Слога, рад и постојанство"
Био ожењен Зором, чланицом и одборницом Управе Кола напредног женскиња.